# 守規矩小姐
守規矩小姐（miss goody goody）為臺灣女子音樂舞蹈團體，於2017年成軍，由瑪莉亞、小優、茵茵、小甜甜、安苡愛、解婕翎和Apple組成。

## 成員資料
| 黃暐婷 | Apple  | 1984年3月28日 |
| 張可昀 | 小甜甜 | 1984年9月13日 |
| 解婕翎 | 解婕翎 | 1985年3月24日 |
| 游振宜 | 小優   | 1986年3月1日  |
| 康茵茵 | 茵茵   | 1986年6月18日 |
| 李舫辰 | 安苡愛 | 1988年2月9日  |
| 葉欣眉 | 瑪莉亞 | 1990年3月12日 |

## 外部連結
- 茵茵 Lia的Facebook專頁
- 茵茵Lia的Instagram帳戶
- 安苡愛-小愛的Facebook專頁
- 安苡愛-小愛的Instagram帳戶
- 解婕翎的Facebook專頁
- 解婕翎的Instagram帳戶
- 小甜甜 張可昀的Facebook專頁
- 小甜甜 張可昀的Instagram帳戶
- 小優的Facebook專頁
- 小優的Instagram帳戶
- 葉欣眉的Facebook專頁
- 葉欣眉的Instagram帳戶